# Sebring (Florida)
Sebring és una població dels Estats Units, seu del comtat de Highlands, a l'estat de Florida. Segons el cens de l'1 de juliol de 2007 tenia 10.780 habitants.

## Demografia
Segons el cens del 2000, Sebring tenia 9.667 habitants, 3.969 habitatges, i 2.305 famílies. La densitat de població era de 727,6 habitants/km².
Dels 3.969 habitatges en un 23,1% hi vivien nens de menys de 18 anys, en un 42% hi vivien parelles casades, en un 12% dones solteres, i en un 41,9% no eren unitats familiars. En el 36% dels habitatges hi vivien persones soles el 21% de les quals corresponia a persones de 65 anys o més que vivien soles. El nombre mitjà de persones vivint en cada habitatge era de 2,25 i el nombre mitjà de persones que vivien en cada família era de 2,91.
Per edats la població es repartia de la següent manera: un 22,1% tenia menys de 18 anys, un 7,9% entre 18 i 24, un 22,8% entre 25 i 44, un 19,4% de 45 a 60 i un 27,7% 65 anys o més.
L'edat mediana era de 42 anys. Per cada 100 dones de 18 o més anys hi havia 88,6 homes.
La renda mediana per habitatge era de 23.555 $ i la renda mediana per família de 29.915 $. Els homes tenien una renda mediana de 21.799 $ mentre que les dones 19.167 $. La renda per capita de la població era de 15.125 $. Entorn del 17,4% de les famílies i el 23,5% de la població estaven per davall del llindar de pobresa.

## Poblacions més properes
El següent diagrama mostra les poblacions més properes.